# Slávička mnohotvárná
Slávička mnohotvárná (Dreissena polymorpha) je druh euhalinního mlže z čeledi slávičkovití. Jedná se o invazní druh.

## Taxonomie
Druh se dělí na dva poddruhy:
- Dreissena polymorpha polymorpha
- Dreissena polymorpha andrusovi

## Popis
Larvou slávičky je veliger. K přichycení k podkladu používá byssová vlákna (vlákna z látky podobné chitinu, jimiž se někteří mlži přichycují). Filtrováním zvyšuje průhlednost vody a vyfiltruje i shluky, které sama nežere. Přesunuje potravu z vodního sloupce na dno a zpřístupňuje tak potravu pro chironomidy.

## Biotop
Biotopem slávičky mnohotvárné jsou vodní nádrže a pomalejší vodní toky. Jedná se o euhalinní druh, žijící přisedle.

## Rozšíření a ochrana
Vyskytuje se v Evropě, a jako invazní druh v Americe. Není uveden v červeném seznamu IUCN - nevyhodnocený (NE)
- Česko – nepůvodní v Čechách, na jižní Moravě pravděpodobně původní. Stupeň ohrožení v Česku je málo dotčený (LC)[3][4]
- Německo – je rozšířena po celém Německu. Ve spolkové zemi Braniborsko uveden v kategorii R (Arten mit geographischer Restriktion).[5]
- Nizozemsko – ano[6]
- Rusko
  - Sverdlovská oblast – ne[7]
- Slovensko – ano
- Švédsko – jezero Mälaren, kde představuje velký ekologický problém
- Spojené státy americké – jako invazní druh způsobuje ročně miliardové škody na přehradách a ve vodních ekosystémech.